# Hamster-sírio
O hamster-sírio (Mesocricetus auratus) é um mamífero da ordem dos roedores, família Cricetinae (hamster). Sua distribuição geográfica natural é limitada a áreas áridas do norte da Síria e do sul da Turquia.
Por ser um animal independente e de fácil manutenção tem se tornado muito popular, pois pode ser criado em apartamentos e é um animal solitário, não necessitando companhia de outros da mesma espécie, inclusive manter essa espécie em grupos ou duplas, mesmo que sendo casais gera grande estresse e tem que ficar atento causo isso ocorra, que pode culminar em brigas fatais e canibalismo

## Biologia
Como a maioria dos membros da subfamília, o hamster-sírio tem bolsas expansíveis, que se estendem desde suas bochechas até os ombros. Na natureza, os hamsters usam suas bolsas para transportar comida para suas tocas. Ele é um animal onívoro, alimenta-se de sementes, tubérculos, ramos, folhas, insetos e outros pequenos invertebrados.
Pode-se distinguir um macho de uma fêmea olhando para a região da cauda. O macho quando bem jovem possui dois pontos de rosados equidistantes da linha central do corpo. Quando adultos os machos possuem as gônadas bastante visíveis, com cerca de 1 cm, facilmente identificáveis.
Estes animais vivem em média de 2 a 2,5 anos. Um fato histórico é que todos os hamsters sírios descendem de apenas uma única fêmea. 
Em 1930, uma expedição zoológica aos montes em volta de Aleppo (hoje Halab), no noroeste da Síria, capturou quatro raros e pequenos roedores castanho-dourado, uma fêmea e três machos, e levou-os de volta à Universidade Hebraica em Jerusalém. Foram mantidos juntos e a fêmea engravidou e deu luz a uma ninhada. Claramente não havia dificuldade de criá-los em cativeiro. A Universidade começou a distribuí-los por centro de pesquisa  do mundo inteiro, onde tornaram-se populares como alternativas para os ratos e camundongos comuns. O primeiro a recebê-los foi o instituto de pesquisa Médica em Mill-Hill, no norte de Londres, que enviou alguns para o zoológico da cidade. Em 1938, os primeiros hamsters dourados chegaram aos Estados Unidos.

## Doenças
Mesmo doente, o hamster se apresenta bastante ativo, pois ele não quer se apresentar fraco. Ele pensa que ficaria mais fácil para algum predador dominá-lo. Como possui um metabolismo muito rápido, qualquer doença se complica rapidamente. Assim como alguns outros roedores, seus dentes não param de crescer. Caso o hamster não roa com frequência para desgastá-los, podem haver consequências como cortes na boca e impedimento na hora da alimentação.

## Alimentação

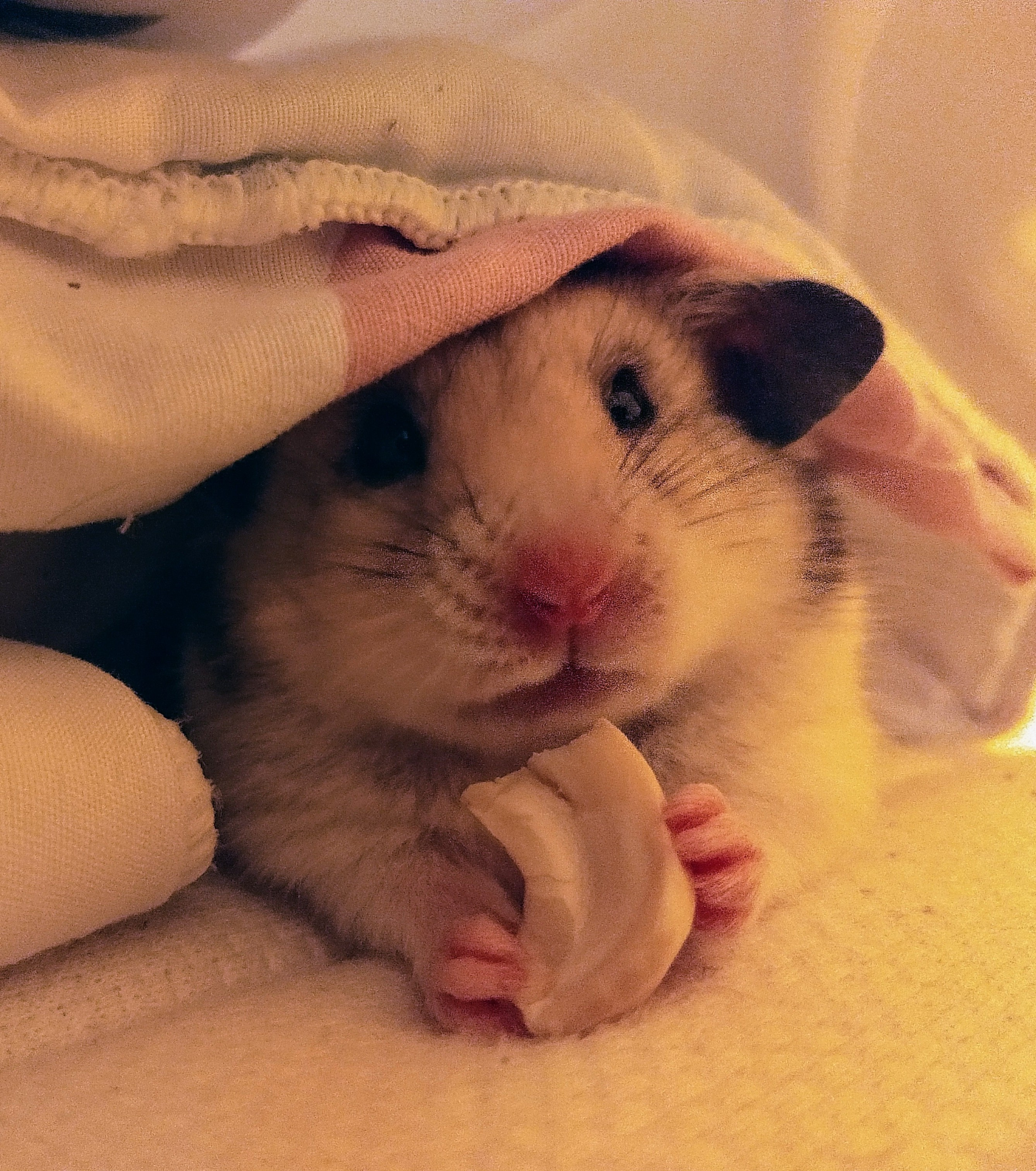
Um hamster sírio ao comer uma noz.

A alimentação correta deve ser balanceada, utilizando ração extrusada própria para hamster, frutas, legumes e grãos selecionados podem ser usados como petiscos ocasionais, não devem ser dados com frequência para evitar diabetes e sobrepeso. Mix de sementes industrial não é recomendado, pois as sementes que o constituem são de baixa qualidade, milho e amendoim cru são encontrados na maioria das fórmulas (alimentos que não são indicados para roedores) e seus pellets possuem adição de aromatizantes e corantes artificiais, excesso de realçadores de sabor como açucares refinados e sais, causando sobrecargas nos rins e fígado desses animais

## Reprodução
O tempo de gestação é por volta de 14 a 16 dias, e a cada ninhada, podem nascer entre quatro a dez filhotes. Antes do parto, a fêmea prepara o ninho com folhas e caso esteja em cativeiro, com papel macio. Ao nascimento dos filhotes, as fêmeas comem a placenta. Os machos podem engravidar entre seis e sete fêmeas por dia. As fêmeas podem comer os filhotes que nascerem defeituosos, mantendo assim a saúde e maior possibilidade de sobrevivência do resto da ninhada, mas elas também comem aqueles com cheiro diferente, por isso não se deve tocar nos filhotes antes das 2 primeiras semanas de idade. A partir dos 20 dias de nascidos os filhotes que estejam comendo alimento sólido e bebendo água corretamente podem ser separados da mãe, e com 5 meses de idade, os hamsters sírios já estão aptos a reproduzir.

## Comportamento
Os hamsters sírios são brincalhões e dóceis. Na natureza percorrem vários quilômetros na busca de alimento, onde estocam dentro de suas bochechas, logo após levam para o seu ninho para comer durante o dia, que é quando são inativos do lado de fora da toca. 
Preferem viver de forma solitária e independente, se encontrando apenas para reprodução. É contraindicado que sejam mantidos em duplas ou grupos, pois os animais dominantes atacarão os submissos, podendo culminar em brigas fatais e canibalismo
São animais noturnos, portanto suas atividades começam normalmente à noite, permanecendo até o início da manhã. Dois animais adultos não devem ser mantidos juntos pois disputam por alimento e território, não importa se sejam dois machos, duas fêmeas ou um casal, eles sempre brigam e um deles acaba morrendo.
Dificilmente emitem algum som. Possuem audição sensível, não enxergam bem e são míopes, independente do horário. Identificam os alimentos e objetos normalmente pelo cheiro, mas também dependem muito de seus sensíveis bigodes, que servem como "tato".

## Outras espécies
O hamster Sírio pertence ao gênero mesocricetus, as outras especies desse gênero são:
- mesocricetus newtoni, hamster romeno;
- mesocricetus raddei, hamster ciscausiano.